# メジロ牧場

メジロ牧場の勝負服

有限会社メジロ牧場（メジロぼくじょう）は、かつて北海道虻田郡洞爺湖町にあった競走馬の生産牧場である。日本屈指のオーナーブリーダーであり、史上初の牝馬三冠馬・メジロラモーヌ、GI競走5勝を挙げたメジロドーベルなど数々の名馬を生産した。勝負服の柄は「白、緑一本輪、袖緑縦縞」。

## 概要
1967年、建設会社・北野組社長で馬主の北野豊吉が、北海道伊達市の高橋農場から敷地の一部を割譲され、伊達市にメジロ牧場を開場。牧場名は北野の自宅所在地である東京都豊島区の地名「目白」に由来する。開業当初から数々の重賞優勝馬を輩出し、1982年にメジロティターンで天皇賞（秋）に優勝し、八大競走初優勝。以降もメジロライアン、メジロドーベルなどの名馬を生産している。しかし2000年代に入ると次第に成績は低迷。2006年を最後に重賞勝利から遠ざかり、成績不振により競走馬の賞金を基にした経営が成り立たなくなったことから、2011年5月20日付で牧場を解散、同時に馬主業からも撤退した。
1971年に洞爺湖町に分場を開設。2003年より本場がこちらに移され、伊達市の旧本場は育成・休養に使用されていた。

### 生産馬の特徴
天皇賞制覇に強い拘りを持っていた北野豊吉の方針から長距離馬を指向した生産が行われ、「長距離のメジロ」として知られていた。障害競走でも非常に顕著な実績を残しており、メジロアンタレス、メジロマスキットという2頭の最優秀障害馬を筆頭に、中山大障害、中山グランドジャンプで7勝を挙げている。しかし晩年は長距離競走の価値低下とそれに伴う競走番組の変遷により、必ずしも長距離馬ばかりを志向しているわけではなかった。
生産に当たっては内国産種牡馬、自家生産種牡馬を重用することで知られ、北野の所有馬であったメジロアサマから、メジロティターン、メジロマックイーンと続いた「父子三代天皇賞制覇」は日本競馬史上の偉業とされている。しかし流行の種牡馬を配合しないという事はなく、いわゆる「社台系」の血統も積極的に導入してきた。しかしこれらは自家製血統の生産馬に比べ長らく活躍することがなかった。社台系種牡馬のシンジケートには1980年代のニチドウアラシから加入しているが、こうした血統で重賞競走に優勝する生産馬は、2000年に朝日杯3歳ステークスを優勝したサンデーサイレンス産駒・メジロベイリーまで現れなかった。
一方で、JRA顕彰馬（殿堂入りに相当する）にも選出されたメジロラモーヌ･メジロマックイーン、1992年の春秋グランプリ（宝塚記念･有馬記念）制覇のメジロパーマー、牝馬限定ながらGI5勝を挙げたメジロドーベル等、数多くのGI勝ち馬がいる中で、生産･所有馬がJRA年度代表馬に選出されたことが一度もなく、また競馬関係者にとっての勲章とされる東京優駿（日本ダービー）を制した馬も出なかった。

## 有珠山噴火による被害
メジロ牧場洞爺本場は、日本有数の活火山・有珠山の西側山麓に位置しており、創設以来2度の噴火被害に遭っている。2000年に噴火した際は、メジロドーベルなどの繋養馬を他の牧場に避難させるに留まったが、1977年の噴火では牧場全域に降り注いだ火山灰が数十cmまで積もり大きな打撃を受けた。それでも本場を洞爺に留める理由として、牧場に費やした巨額の設備投資を捨てての移転は困難であるという点、積極的なものとしては、火山灰地であるがゆえに牧草に豊富なミネラルが含まれているという点が挙げられる。

## 撤退へ
2011年4月26日、メジロ牧場は昨今の生産馬、所有馬などの成績不振や、上記の有珠山噴火による影響などから競馬界からの撤退と同年5月20日付での解散を決定。メジロ牧場名義で所有していた競走馬は所有者が専務取締役の岩崎伸道に移転され、繁殖牧場などの資産は岩崎が代表を務めるレイクヴィラファームに売却された。なお、撤退に先だって、戸川牧場など関係者の牧場へ移転した馬もいる。
最後の出走馬となった同年5月15日の新潟4レースにおいてメジロコウミョウ（黛弘人騎乗）が1着となり、有終の美を飾った。5月20日以降メジロ牧場名義の競走馬は存在しなくなったが、中央競馬においては一度馬名が登録された競走馬は馬名を変更できないため、「メジロ」の冠名を持つ競走馬は現役馬の引退まで存在することとなった。

## 歴代代表者
- 北野豊吉（1967 - 1984年）
- 北野ミヤ（1984 - 2004年）
- 北野雄二（2004年 - 2011年）

豊吉の死去以降、実質的な牧場運営は専務取締役の岩崎伸道が行っていた。

## 本場以外の施設・関連会社
- メジロ牧場伊達（北海道伊達市北黄金町・北緯42度25分20.3秒 東経140度54分48.8秒）
- メジロ商事株式会社（東京都豊島区目白）

## 主な生産馬
※括弧内太字はGI級競走。

### 伊達市産
- メジロジゾウ（1970年産 京都記念・秋、阪神牝馬特別）
- ミカファスト（1971年産 京都4歳特別）
- メジロフクシマ（1971年産 カブトヤマ記念）
- メジロイーグル（1975年産 京都新聞杯）
- メジロマーティン（1976年産 カブトヤマ記念）
- メジロティターン（1978年産 天皇賞・秋、日経賞、セントライト記念）
- メジロアンタレス（1979年産 中山大障害・春、中山大障害・秋）
- メジロカーラ（1979年産 京都大賞典）
- メジロザニアー（1979年産 東京障害特別・秋）
- メジロモンスニー（1980年産高松宮杯、シンザン記念、ラジオたんぱ杯3歳ステークス）
- メジロトーマス（1981年産 京都記念、金杯・西）
- メジロシートン（1981年産 アルゼンチン共和国杯）
- メジロラモーヌ（1983年産 桜花賞、優駿牝馬、エリザベス女王杯、報知杯4歳牝馬特別、サンスポ賞4歳牝馬特別、ローズS、テレビ東京賞3歳牝馬S、顕彰馬）
- メジロアイガー（1983年産 東京大障害）
- メジロボアール（1983年産 阪神大賞典）
- メジロフルマー（1984年産 日経賞、目黒記念）
- メジロゴスホーク（1984年産 京都大障害・秋）
- メジロマスキット（1985年産 中山大障害・秋、東京障害特別・秋）
- メジロアルダン（1985年産 高松宮杯）
- メジロマーシャス（1985年産 函館記念）
- メジロアニタ（1986年産 京都大障害・春）
- メジロパーマー（1987年産 有馬記念、宝塚記念、阪神大賞典、札幌記念、新潟大賞典）
- メジロライアン（1987年産 宝塚記念、日経賞、京都新聞杯、弥生賞）
- メジログッテン（1987年産 中山大障害・春、東京障害特別・春）
- メジロファラオ（1993年産 中山グランドジャンプ）
- メジロランバダ（1993年産 日経新春杯、中山牝馬ステークス）
- メジロドーベル（1994年産 阪神3歳牝馬ステークス、優駿牝馬、秋華賞、エリザベス女王杯2回、オールカマー、府中牝馬S）
- メジロブライト（1994年産 天皇賞・春、ステイヤーズS、AJCC、阪神大賞典、日経新春杯、ラジオたんぱ杯3歳S、共同通信杯4歳S）
- メジロダーリング（1996年産 函館スプリントステークス、アイビスサマーダッシュ）
- メジロロンザン（1996年産 東京ハイジャンプ、東京オータムジャンプ）
- メジロライデン（1996年産 京都ハイジャンプ）
- メジロマントル（1997年産 鳴尾記念）
- メジロベイリー（1998年産 朝日杯3歳ステークス）
- メジロマイヤー（1999年産 きさらぎ賞、小倉大賞典）
- メジロベイシンガー（2001年産 新潟ジャンプステークス）

### 洞爺湖町産
- ユーロビート（2009年産 マーキュリーカップ、東京記念）[7]
- サトノノブレス（2010年産 日経新春杯、小倉記念、中日新聞杯）
- ショウナンアポロン（2010年産 マーチステークス）

## 主な所有馬
牧場名義の他に「メジロ商事（株）」名義でも競走馬を所有していた。北野豊吉名義、北野俊雄名義など一族が個人で所有していた時期もあり、それぞれ勝負服の柄も異なる。
メジロ牧場生産でない馬のみ列記する。

### メジロ商事名義
勝負服の柄は「白、緑一本輪、緑袖」。
- メジロアシガラ

メジロ商事の勝負服

- メジロムサシ（天皇賞・春、宝塚記念、目黒記念・春、函館記念）
- メジロトランザム（日経新春杯）
- メジロホーク（中京記念）
- メジロハイネ（セントライト記念）
- メジロデュレン（菊花賞、有馬記念）
- メジロマックイーン（菊花賞、天皇賞・春2回、宝塚記念、阪神大賞典2回、京都大賞典2回、産経大阪杯、顕彰馬）

### 北野豊吉名義
- メジロタイヨウ（天皇賞（秋）、アルゼンチンジョッキークラブカップ、目黒記念・秋）
- メジロアサマ（天皇賞（秋）、安田記念、AJCC、アルゼンチンジョッキークラブカップ、ハリウッドターフクラブ賞、函館記念）

### 北野俊雄名義
勝負服の柄は「黄、赤縦縞、赤袖」。
- メジロボサツ（朝日杯3歳ステークス、4歳牝馬特別・東、函館記念）
- メジロゲッコウ（弥生賞、スプリングステークス）
- メジロファントム（目黒記念、東京新聞杯）

### 北野雄二名義
勝負服の柄は「紫、白一文字」。
- メジロシンゲン（京王杯スプリングハンデキャップ）

北野豊吉、北野ミヤ名義についてはそれぞれの記事を参照のこと。